# Ruscus hypoglossum
Ruscus hypoglossum L., 1753 è  un arbusto sempreverde appartenente alla famiglia delle Asparagaceae.

## Etimologia
Ruscus: da ruscum/ruscus, antico nome latino del pungitopo in Virgilio e Plinio, contrazione di "rusticus" cioè "rustico, della campagna";
hypoglossum: dal prefisso greco ὑπο - hypo, sotto e da γλῶττα glotta o γλῶσσα glossa, lingua: perché il fiore sta sotto una linguetta costituita da una piccola brattea.

## Descrizione

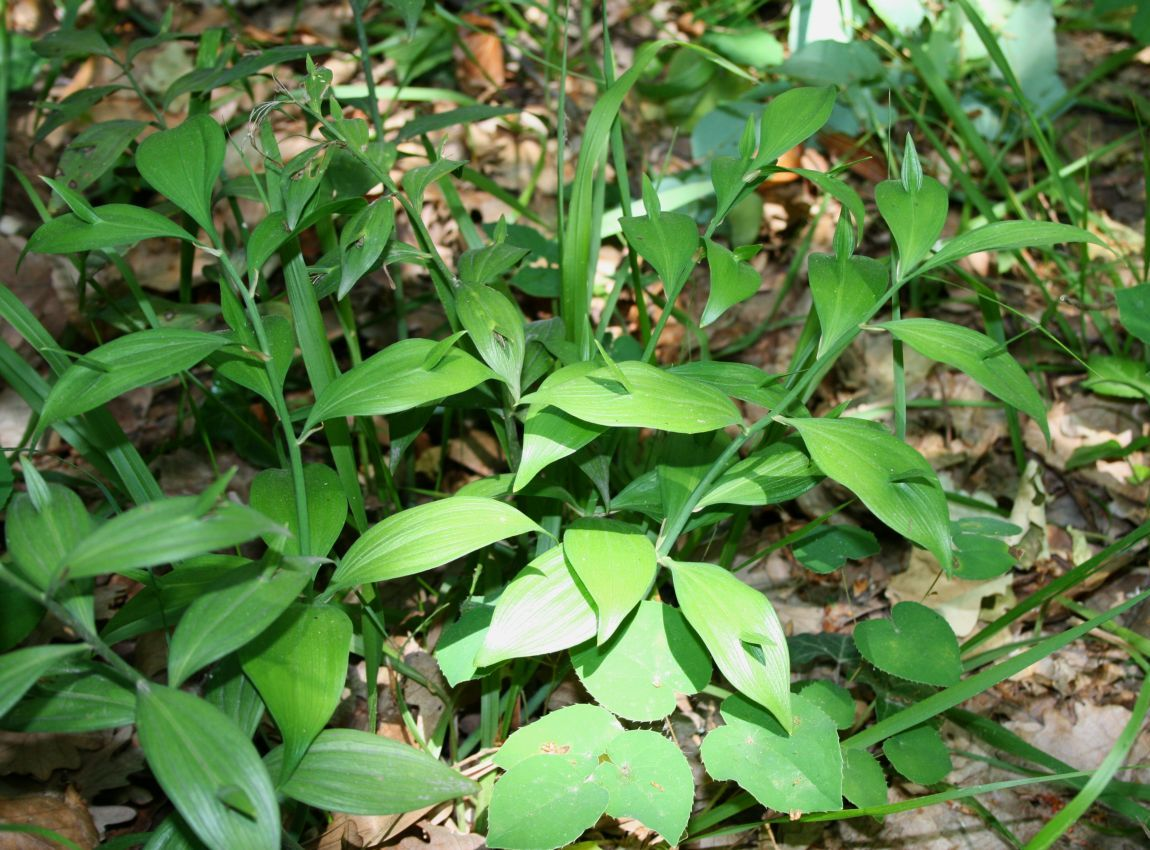
Habitus

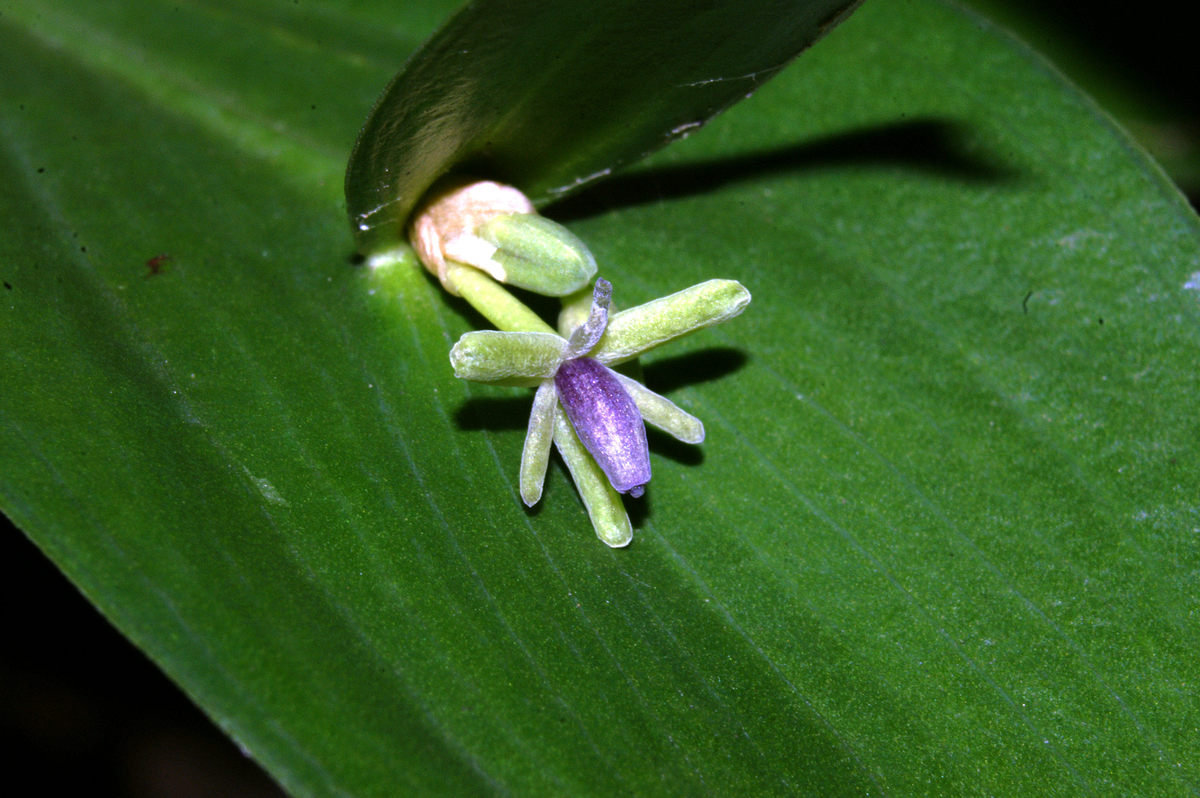
Fiore

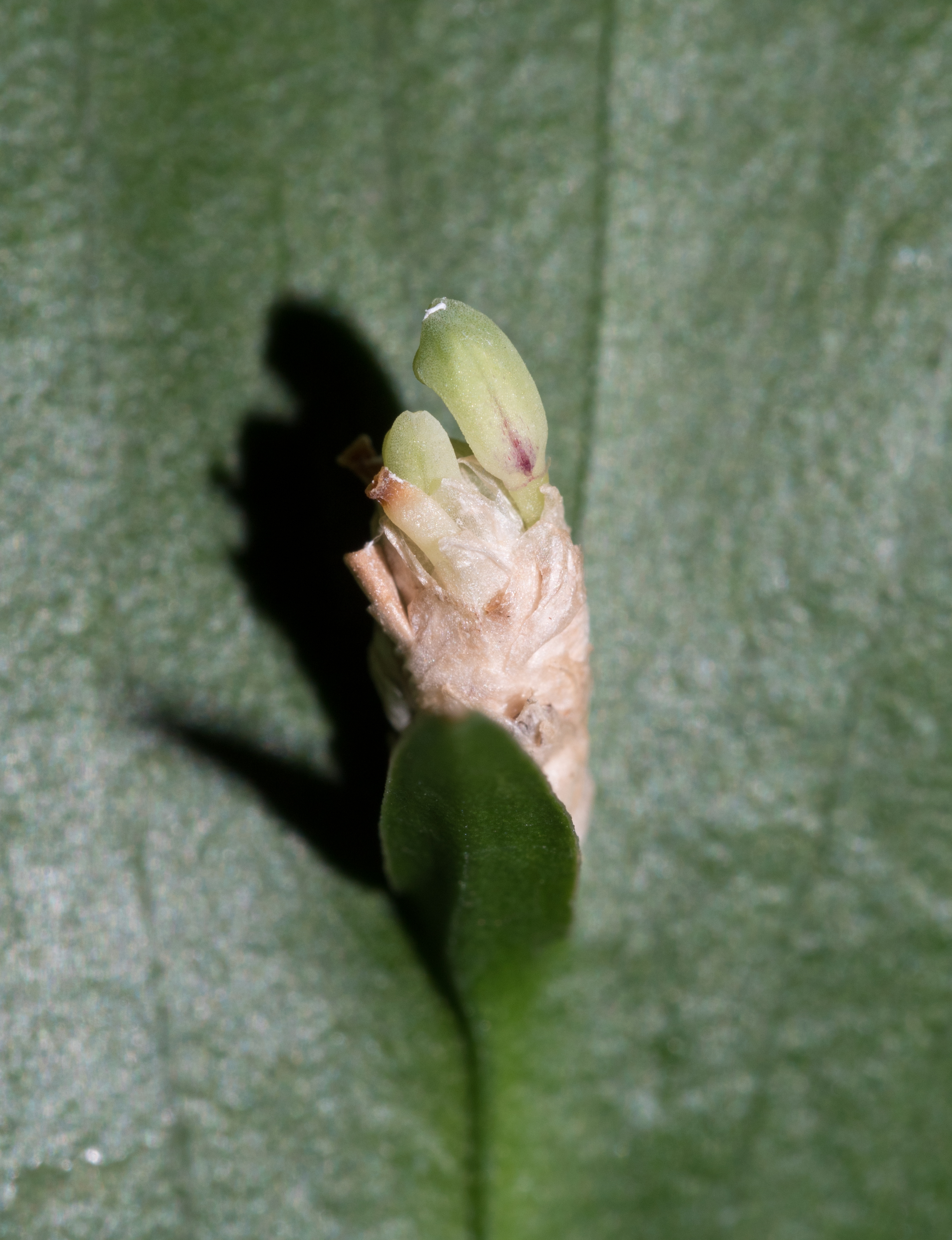
Fiore appena sbocciato al centro della foglia.

Il ruscolo ipoglosso è un piccolo arbusto suffruticoso sempreverde alto dai 30 ai 60 cm. Presenta un rizoma strisciante con fusti gracili, più o meno compressi, semplici. I cladodi sono ellittici (3-4 x 8–9 cm) o oblanceolati (3-4 x 15–17 cm).
Le foglie ridotte a squame strettamente lanceolate di 3-4 x 9–12 mm.
I fiori sono unisessuali, in fascetti di 3-6 al centro dei cladodi, con una squama ascellante. I tepali verdastri.
Il frutto è una bacca sferica, dapprima verde, rossa a maturità, di 10–15 mm, con 1- 2 semi subsferici, lisci, bruni, di 5–8 mm di diametro.
L'antesi avviene nei mesi invernali, da dicembre ad aprile, quando al centro del cladodio spunta un fiore.
A differenza del pungitopo, la parte terminale della nervatura centrale che coincide con la punta del clatodo non punge.

## Distribuzione e habitat
La specie ha un areale eurimediterraneo, che si estende dalla Spagna alla Macedonia, all'Africa settentrionale e all'Asia minore fino al Caucaso. In Italia è presente in tutte le regioni tranne la Sardegna, la Puglia, la Basilicata e la Calabria.
Vive in luoghi selvatici ed ombrosi di faggete e boschi di latifoglie decidue o dove è presente l'olivo.